# واشینگتن پارک (فلوریدا)
واشینگتن پارک (به انگلیسی: Washington Park) یک منطقهٔ مسکونی در ایالات متحده آمریکا است که در شهرستان براوارد، فلوریدا واقع شده‌است. واشینگتن پارک ۱٫۱ کیلومتر مربع مساحت و ۱٬۶۷۲ نفر جمعیت دارد و ۱ متر بالاتر از سطح دریا واقع شده‌است.